# Abbaye Saint-Symphorien de Metz
Pour les articles homonymes, voir Saint-Symphorien.
L’abbaye Saint-Symphorien est une abbaye de l'Ordre de Saint-Benoît fondée par l’évêque de Metz saint Papoul en 609. C'est la première abbaye bénédictine pour hommes construite en Austrasie.

## Symphorien
Symphorien était célèbre dans l’ancienne liturgie gallicane. La translation d’une partie de ses reliques à Reims en 801, eut probablement pour effet de raviver son culte à Metz.

## Reliques
Les reliques de Chrodegang furent transférées de l’abbaye de Gorze à celle de Saint-Symphorien quand Gorze tomba en désuétude au XIVe siècle.
Au Xe siècle, l’évêque de Metz Thierry Ier donne les reliques de saint Goëri qui se trouvaient à Saint-Symphorien au monastère d’Épinal qu'il vient de faire construire.

## Histoire de l’abbaye
L'abbaye s’élevait en dehors des fortifications de la ville près de la porte Serpenoise, au niveau de l’actuelle avenue de Lattre-de-Tassigny et de la caserne Barbot.
Elle est détruite par les barbares[Qui ?][Quand ?]. L'évêque Adalbéron II (984-1005) la rétablit sous le nom de Saint-Symphorien, et y mit des moines de saint Benoît avec un abbé.
Le 12 septembre 1444, les armées du roi René, de Charles d'Anjou, d' Artus de Richemont, connétable de France et de Pierre de Brézé, sénéchal de Poitou, assiègent de Metz avec 10 000 hommes. Le magistrat de Metz, craignant que cette abbaye, proche de la porte Serpenoise, ne soit un obstacle à la défense de la ville, la fait brûler en 1444,. L'abbé de l'abbaye, Poince de Champel, et ses religieux se sont retirés dans une grande maison dite la cour de Morimont qui appartenait à l'abbaye de Morimond.
La première pierre de la nouvelle église abbatiale Saint-Symphorien est posée le 10 mai 1481 à l'emplacement de la grand'maison de Morimont qui va se trouver là où les fossés de la citadelle ont été construits, au coin de l’actuel palais de Justice.
L'abbaye est à nouveau détruite et enfin établie en 1564, près de l’église Saint-Martin, dans la maison de Baudoche, des deux côtés de l’actuelle rue Maurice Barrès.
Les moines utilisaient le bras mort de la Moselle comme réserve de poissons et les prés de l'île Saint-Symphorien comme pâturages. Un document du XVIIIe siècle mentionne que le centre de l’île Saint-Symphorien est la propriété de l’abbaye les moines en possédant le centre, le gouverneur de la citadelle détenant la prairie face à l'île du Saulcy, et Mme de Courcelles ayant les terrains qui confinent à Montigny-les-Metz.
Après la Révolution française, l'abbaye disparaît et ses biens sont dispersés.
Le lundi avant l’Ascension, pour les Rogations, une procession commençait à Saint-Symphorien, passait par les églises de la rive gauche de la Moselle pour revenir à la cathédrale par l’église Saint-Vincent.
Depuis 1960, il existe une nouvelle église Saint-Symphorien à Longeville-lès-Metz, au milieu de l’île Saint-Symphorien.

## Possessions
- monastère La Madeleine, au centre-ville, abandonné en 1768.
- Vaux
- Angomont et le ban-le-moine (près Badonviller) limitrophe de l'abbaye de Saint-Sauveur (borne de la Croix-Bagué).